# Мізерник Іван Дмитрович
Іван Дмитрович Мізерник (16 січня 1955, село Кам'яна Гора, тепер Львівського району Львівської області — 6 вересня 2019) — український діяч, голова Дрогобицької районної державної адміністрації Львівської області. Кандидат сільськогосподарських наук (1994).

## Життєпис
Народився в селянській родині. З травня 1973 до червня 1975 року служив у радянській армії.
У серпні 1975 — квітні 1980 року — студент Львівського сільськогосподарського інституту, агрономія, вчений агроном.
У вересні 1980 — серпні 1985 року — головний агроном колгоспу «Перше травня» села Волощі Дрогобицького району Львівської області. Член КПРС до 1991 року.
У серпні 1985 — серпні 1992 року — голова правління колгоспу, в серпні 1992 — травні 1997 року — директор агрофірми, в травні 1997 — квітні 2003 року — голова сільськогосподарського ТзОВ «Дружба» села Вороблевичі Дрогобицького району Львівської області.
За сумісництвом з липня 1999 до листопада 2011 року — старший науковий співробітник Передкарпатського філіалу ІзіТЗР Академії аграрних наук України в Дрогобицькому районі. Член Народної партії.
У квітні — 26 грудня 2003 року — заступник голови Дрогобицької районної державної адміністрації з питань агропромислового комплексу.
26 грудня 2003 — 1 березня 2005 року — голова Дрогобицької районної державної адміністрації Львівської області.
У липні 2005 — липні 2010 року — керівника управління агропромислового розвитку Дрогобицької районної державної адміністрації.
29 липня 2010 — 2018 року — заступник голови Дрогобицької районної державної адміністрації.
Помер 6 вересня 2019 року.